# 4720 Tottori
4720 Tottori è un asteroide della fascia principale. Scoperto nel 1990, presenta un'orbita caratterizzata da un semiasse maggiore pari a 2,2251439 UA e da un'eccentricità di 0,1458733, inclinata di 5,87130° rispetto all'eclittica.